# 士德多夫機場
士德多夫機場是以色列城市特拉維夫的一座機場。這座機場主要起降特拉維夫至以色列南部的埃拉特和奧拉夫地區，以及以色列北部（海法和加利利）、戈蘭高地的國內航班。這座機場是特拉維夫市內最大的機場，以及這一地區僅次於本古里安機場的第二大機場。士德多夫機場於2019年6月30日關閉，其土地將用來修建公寓，民航航班全部轉移至本·古里安國際機場。

## 外部連結
- Sde Dov Airport （页面存档备份，存于）
- Aerial view of Dov Hoz Airport （页面存档备份，存于）
- History of Sde Dov Airport